# Marcelová
Marcelová (in ungherese Marcelháza) è un comune della Slovacchia facente parte del distretto di Komárno, nella regione di Nitra.